# Dentex gibbosus
Dentex gibbosus es una especie de peces de la familia Sparidae en el orden de los Perciformes.

## Morfología
• Los machos pueden llegar alcanzar los 106 cm de longitud total.

## Distribución geográfica
Se encuentra en las  costas del  Atlántico oriental (desde Portugal hasta Angola, incluyendo las Islas Canarias y Santo Tomé y Príncipe) y del Mar Mediterráneo.